# Camptosaurichnus
Camptosaurichnus (лат.) — ихнород травоядных орнитоподовых динозавров из раннего мела (поздней юры) Южной Америки Южной Америки. Типовой и единственный ихновид Camptosaurichnus fasolae  назван и описан Casamiquela и Fasola в 1968 году.

## История исследования
Голотип, представляющий собой 6 следов, обнаружен в слоях формации Barros (изначально датированных берриасом, около 145—139 млн лет назад), датированных титоном (около 150—145 млн лет назад), провинция Кольчагуа, Чили.

## Описание и классификация
Изначально был классифицирован, как игуанодонтид. Отпечатки длинные и узкие. Отпечатки пяток заострённые, а отпечатки пальцев узкие и неровные, с отпечатком когтей. Авторы предположили, что эти признаки обусловлены действием мелкой породы. Moreno и Rubilar в 1997 году отнесли ещё несколько следов к этому ихнотаксону. Sarjeant с коллегами в 1998 году истолковали морфологию следов Camptosaurichnus, как типично тероподовую. Тем не менее, Moreno и Pino в 2002 году и позже в 2005 году Moreno и Benton поддержали орнитоподовое родство Camptosaurichnus. Dias-Martinez и коллеги согласны с Lockley и коллегами, 2003 год, что следы Camptosaurichnus fasolae плохой сохранности, и, следовательно, рассматривают этот ихнотаксон, как nomen dubium.